# Atheta corvina
Atheta corvina es una especie de escarabajo del género Atheta, familia Staphylinidae. Fue descrita científicamente por C.G.Thomson en 1856.
Habita en Suecia, Reino Unido, Noruega, Finlandia, Alemania, Austria, Dinamarca, Francia, Estonia, Países Bajos, Polonia, Italia y Ucrania.